# Krivosúd-Bodovka
Krivosúd-Bodovka es un municipio del distrito de Trenčín en la región de Trenčín, Eslovaquia, con una población estimada a final del año 2024 de 346 habitantes.
Se encuentra ubicado en el centro-norte de la región, cerca del río Váh (cuenca hidrográfica del Danubio) y de la frontera con la República Checa.

## Demografía
| Año        | 1994 | 2004    | 2014    | 2024    |
| ---------- | ---- | ------- | ------- | ------- |
| Población  | 315  | 303     | 330     | 346     |
| Diferencia |      | −3,80 % | +8,91 % | +4,84 % |

| Año        | 2023 | 2024    |
| ---------- | ---- | ------- |
| Población  | 355  | 346     |
| Diferencia |      | −2,53 % |